# Mirranes (general)
Mirranes (em grego: Μιρράνες; em persa médio: Mihran) foi um general sassânida do século V, ativo no reinado do xá Perozes I (r. 459–484). 

## Nome
Mirranes (Μιρράνης, Mirránēs) ou Mitranes (Μιθράνης, Mithránēs), são as formas gregas do persa médio Mirã (Mihrān), que derivou do persa antigo Mitrana (*Miθrāna-). Foi citado em armênio como Mirã (Միհրան, Mihran) e Merã (Մեհրան / Մէհրան, Mehran) e em georgiano como Miriã (მირიან). Em sua forma georgiana, foi latinizado como Meribanes pelo historiador Amiano Marcelino. Segundo a Vida de Vactangue, esse nome estava ligado a Mirdates, que deu origem a Mitrídates e outros nomes análogos.

## Vida
As origens de Mirranes são desconhecidas, salvo que pertencia à Casa de Mirranes, uma das sete grandes famílias do Império Sassânida. Provavelmente era pai de Sapor Mirranes. Ele e seu filho pertenciam à administração de Perozes e segundo as fontes armênias eram os confidentes mais íntimos do xá. Aparece em 481-482, quando foi enviado à Armênia para suprimir a revolta encabeçada por Vaanes I Mamicônio contra a autoridade do Império Sassânida. Talvez foi reconvocado por Perozes para participar de sua expedição contra o Império Heftalita que terminou numa derrota fragorosa na Batalha de Herate de 484.